# Distrito electoral de Barada (condado de Richardson, Nebraska)
Barada (en inglés: Barada Precinct) es un distrito electoral ubicado en el condado de Richardson en el estado estadounidense de Nebraska. En el Censo de 2010 tenía una población de 185 habitantes y una densidad poblacional de 1,21 personas por km².

## Geografía
Barada se encuentra ubicado en las coordenadas 40°12′39″N 95°34′22″O / 40.21083, -95.57278. Según la Oficina del Censo de los Estados Unidos, Barada tiene una superficie total de 153.43 km², de la cual 151.17 km² corresponden a tierra firme y (1.47%) 2.26 km² es agua.

## Demografía
Según el censo de 2010, había 185 personas residiendo en Barada. La densidad de población era de 1,21 hab./km². De los 185 habitantes, Barada estaba compuesto por el 96.22% blancos, el 0.54% eran amerindios y el 3.24% pertenecían a dos o más razas. Del total de la población el 0.54% eran hispanos o latinos de cualquier raza.